# Kalscheuren

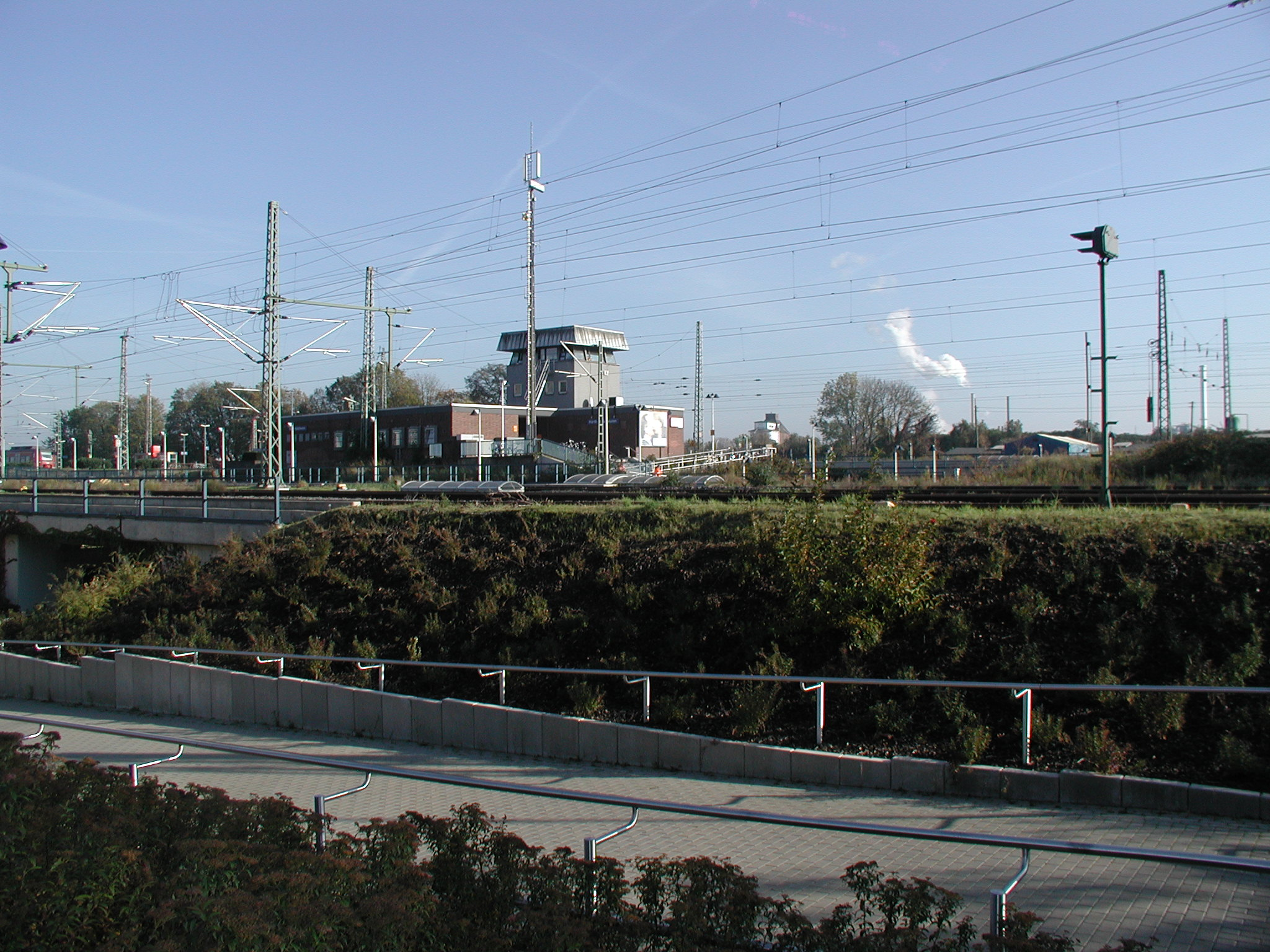
DB-Bahnhof Hürth-Kalscheuren

Kalscheuren ist seit 1978 ein Ortsteil der Stadt Hürth im Rhein-Erft-Kreis bei Köln. Der Ort war über Jahrhunderte Teil der Gemeinde Kendenich und wurde 1930 im Zuge des Zusammenschlusses der sechs Landgemeinden Berrenrath, Fischenich, Gleuel (mit Sielsdorf und Burbach), Hermülheim, Alt-Hürth (mit Alstädten und Knapsack) und zusammen mit Kendenich Teil der „Großgemeinde“ Hürth. Kalscheuren hat 1.058 Einwohner (Stand: 31. August 2022). Der Ort ist heute ein bedeutender Medienstandort und wurde zu einem großflächigen Industrie- und Gewerbegebiet für Hürth und die Region.

## Ortslage
Kalscheuren liegt in der Ebene der Kölner Bucht, am südöstlichen Rand der Stadt Hürth und grenzt dort an das Gewerbegebiet Efferen sowie mit Höningen an einen der Außenbezirke Kölns. Nach Westen reicht die Bebauung des Ortes fast an den Nord-Süd-Verlauf der Bonnstraße heran, eine Kreisstraße, die aus dem ehemaligen Wirtschaftsweg der römischen Eifelwasserleitung am Osthang der Ville hervorging. Sie verbindet die westlichen Nachbarorte Fischenich, Kendenich sowie den sich nordwestlich von Kalscheuren anschließenden Ort Hermülheim.
Das neu ausgewiesene westliche Gewerbegebiet zwischen Ursula-, Hans-Böckler- und Winterstraße ist im Nordwesten nur noch durch einen schmalen, mittlerweile gerodeten Landstreifen, von der „Blumensiedlung“ Hermülheims getrennt. Auf diesem Streifen entstand ein Teilabschnitt der beschlossenen Umgehungsstraße „B265n“. Sie ist die ca. 5,5 km lange Umgehungsstraße zur Entlastung des Verkehrs auf der Luxemburger Straße des Ortsteils Hermülheim.

## Geschichte

### Frühzeit
Früheste Siedlungsspuren im Raum Kalscheuren sind Artefakte der späten Eisenzeit, die im nahen Umfeld des heutigen Ortes festgestellt und geborgen wurden. So am angrenzenden südlichem Rand von Efferen (Kiesgrubengelände am Ende der Rondorfer Straße) und seitlich, im nordwestlich gelegenen Nachbarort Hermülheim.

### Spuren der Römer

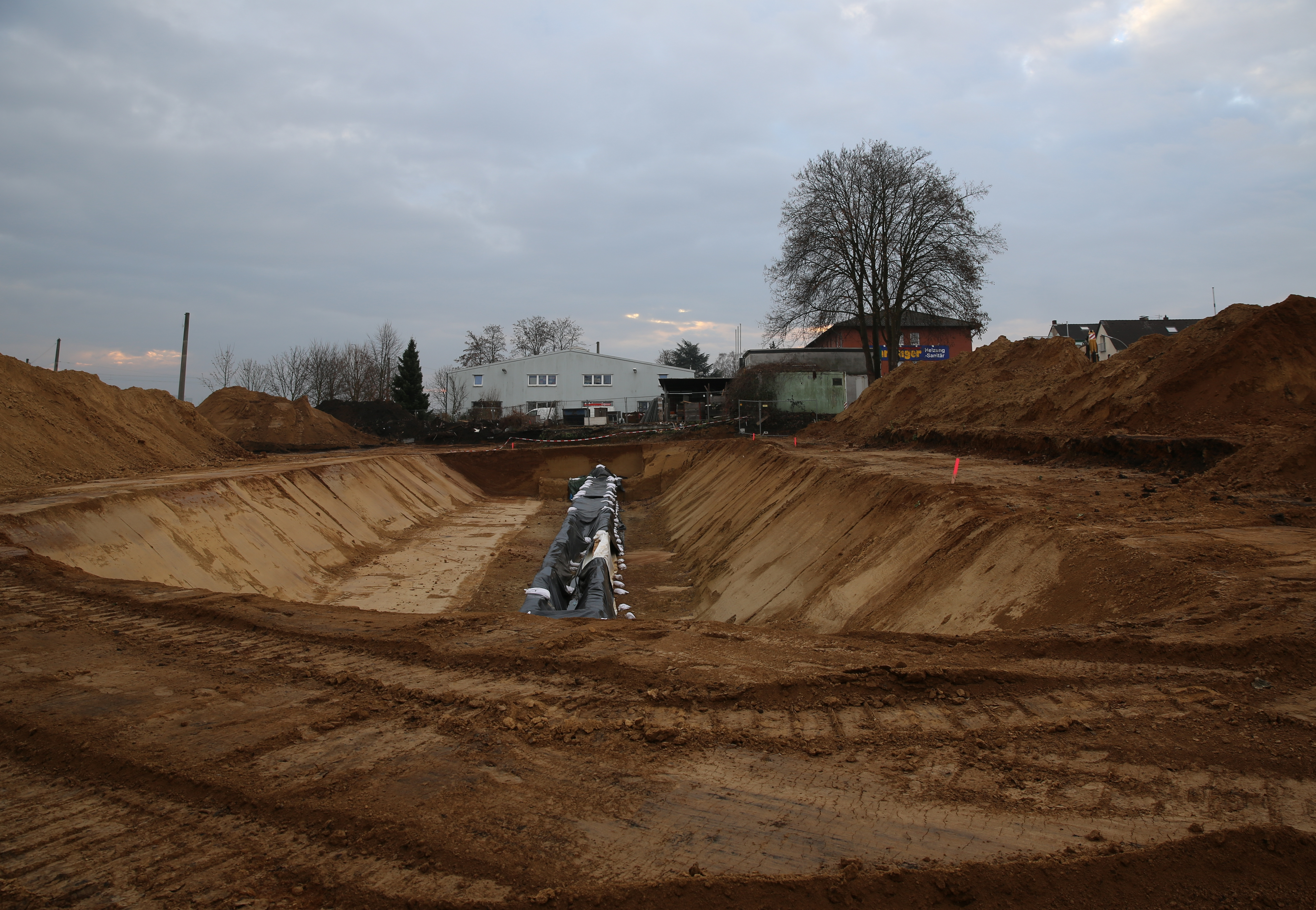
Im Herbst 2016 freigelegtes Teilstück unterhalb der Bonnstraße

Etwa ein bis zwei Jahrzehnte vor dem Bau der Eifelwasserleitung, die parallel unterhalb der heutigen Bonnstraße zwischen Fischenich und Hermülheim verlief (oberhalb und westlich des heutigen Ortes Kalscheuren), erbauten die Römer erste Villen im Umland ihrer niedergermanischen Provinzhauptstadt. Die Gebäude und Landbesitz dieser von Veteranen bewirtschafteten Gutshöfe unterschieden sich durch den zuvor eingenommenen Rang der Veteranen. So kann nach heutigem Erkenntnisstand zwischen den Villen eines Offiziers und denen eines einfachen Soldaten einer Römischen Legion unterschieden werden. Die Bauwerke dieser Gutshöfe waren teilweise in Holz, oder aber in massiver Steinbauweise errichtet worden, neben denen in einiger Entfernung ein kleiner Friedhof eingerichtet wurde.
Solche Grabplätze, deren Gräber und Beigaben erwiesen sich häufig, aber nicht immer, als sehr aufschlussreich. So brachte der Aushub einer Grube im Bereich des Gräberfeldes Hermülheim Reste von Ziegeln und Fragmente von rotbemaltem Wandputz zu Tage, jedoch fand sich bisher keine Spur des zugehörigen Wohnhauses. So geben auch die bisherigen, zufällig durch Baumaßnahmen entdeckten Grabfunde in Kalscheuren, ohne gezielte Grabungskampagnen durchzuführen, wenig Aufschluss zur antiken Vergangenheit des Ortes.

#### Funde
- Im Dezember des Jahres 1874 stieß man während des Baus der Eisenbahntrasse Kalscheuren – Trier „im Bereich des Weges Hermülheim – Meschenich“ auf eine Grabgruppe. Man barg einen Steinsarg, einen Bleisarg, zwei würfelförmige, sogenannte Aschenkisten (Brandbestattung), einen Aschekrug, mehrere Tränenfläschchen, einen Obolus sowie Schlüssel und Ringe. Hierzu merkte Rosellen an:

„Da das Ausschachten des Bodens alsbald eingestellt wurde, so läßt sich vermuthen, daß ein weiteres Nachgraben noch bedeutende Erfolge haben dürfte.“

- So, wie der überkommene mittelalterliche Kalscheurer Hof östlich des Bahnhofes liegt, so heißt es zu einem Fund des Jahres 1902, es sei östlich des Bahnhofs Kalscheuren, auf ehemaligem Gebiet der Armenverwaltung, ein Bleisarg freigelegt worden, bei dem es sich ein Frauengrab aus römischer Zeit handele.[6]
- Noch ungeklärt sind für die Forschung, welche Bedeutung den Standspuren eines 1999 in Kalscheuren entdecktes Pfostenhauses haben könnte. Die bei der Verlegung einer Gastrasse aufgedeckten Abdrücke eines Holzpfostenbauwerks, hatten Abmessungen, wie sie bei großen römischen Wirtschaftsgebäuden damaliger Gutshöfe festgestellt werden konnten. Das östlich des heutigen Ortszentrums gelegene Bauwerk hatte eine Breite von etwas über 15 m und wies drei Pfostenreihen auf. Da die Gruben der Pfosten einen Durchmesser von 1 m hatten, wird angenommen, dass massive Balken oder Baumstämme eingesetzt wurden.[7] Wie bei dem oben angeführten Gräberfund, fehlt nach Gottschalk auch hier ein Nachweis zum Haupthaus, da bisher keine Umfeldgrabungen durchgeführt wurden.

### Spuren fränkischer Besiedelung
Hürther Ortschaften haben auch einige Funde aus fränkischer Zeit aufzuweisen. Zu diesen (und zu römischen) führt das LVR-Amt für Bodendenkmalpflege im Rheinland in seinem Ortsarchiv (inkl. Archiv Nr.) eine Nachweisliste auch für die Hürther Funde. Angeführt werden in dieser eine Fliehburg „Auf der Kranzmaar“ nahe der Luxemburger Straße bei Knapsack, fränkische Gräber in Kendenich, Ortshofstraße (1025/007), fränkische Einzelfunde in Hermülheim, Kölnstraße / Am Alten Bahnhof (1076/017), fränkische Gräber in Efferen, Bachstraße (1127/000) das fränkische Gräberfeld Frankenhof (1127/010) und ein fränkisches Plattengrab in Fischenich, Burggartenstraße (Fundvorlage HH9, 1966, 18–20).
Diese in den Nachbarorten mehrfach entdeckten frühmittelalterlichen Gräber waren auch aufgrund ihrer Beigaben (Schmuck und Dinge des Alltags) – Gottschalk nennt die Gräber ein Fenster in die Vergangenheit – als Siedlungsspuren fränkischer Zeit einzuordnen. In Kalscheuren wurde bereits im 19. Jahrhundert der Fund einer kostbaren, aus Almandin und Goldblech gestalteten Fibel gemacht, die in das 6. Jahrhundert datiert wurde. Allerdings sind weder der Fundzusammenhang, noch eine präzisere Fundplatzangabe überliefert. Nach Vergleichen mit anderen fränkischen Funden dieser Art, soll die Fibel mit Sicherheit aus einem Grab stammen, dessen reiche Beigabe auf den Bestattungsort einer Adeligen jener Zeit schließen ließ. Daher hofft man, dass irgendwo im Ort oder seinem nahen Umfeld ein frühmittelalterlicher Friedhof sein könnte, der eines Tages entdeckt und freigelegt werden kann.

#### Goldene Almandinscheibenfibel aus Kalscheuren

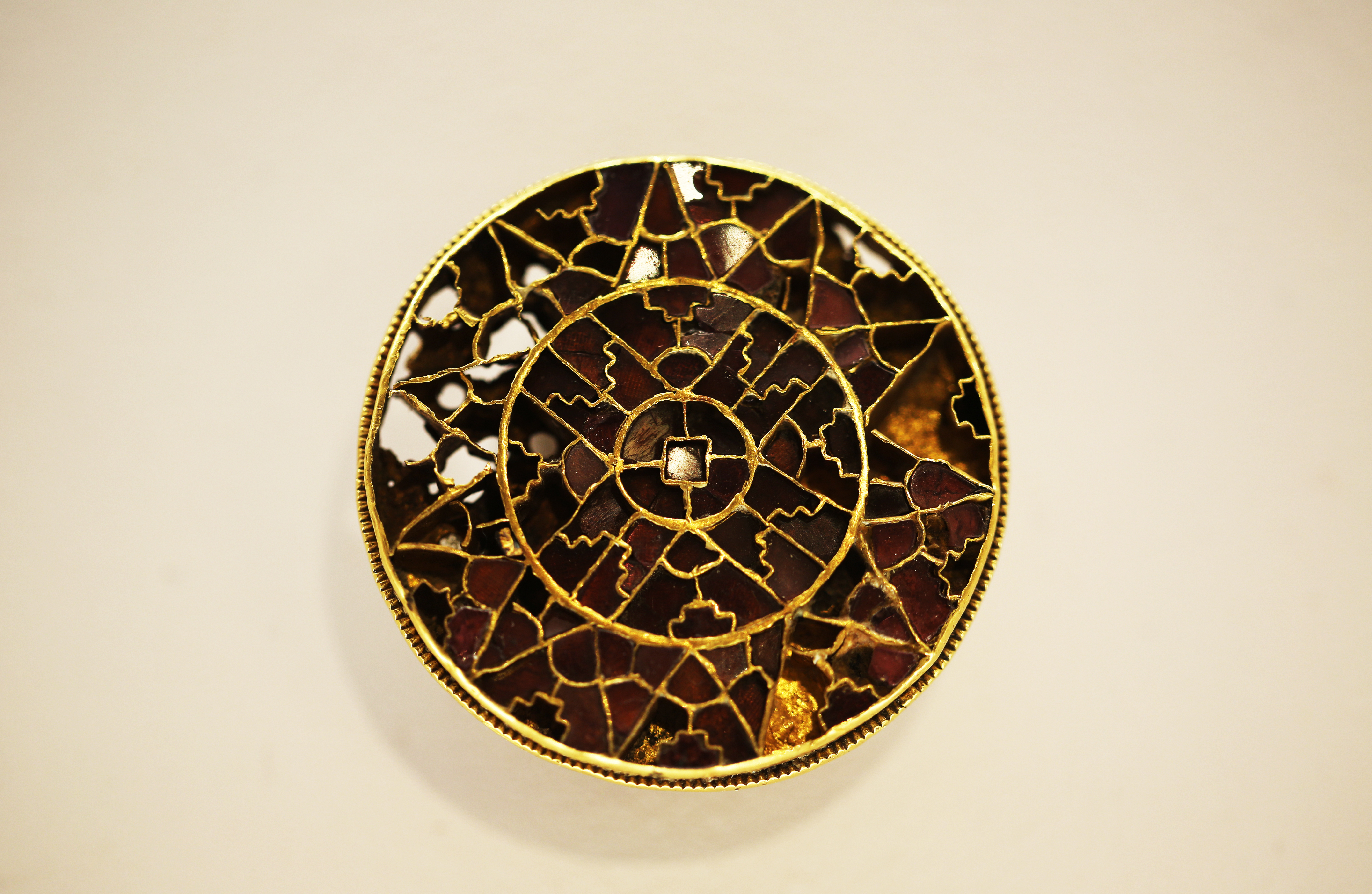
Filigranscheibenfibel FO. Hürth-Kalscheuren im 19. Jahrhundert

Die Fibel aus der Merowingerzeit (2. Hälfte des 6. Jahrhunderts) wurde ursprünglich aus 111 geschliffenen Granateinlagen gefertigt, die passgenau in die von Goldstegen durchzogene Scheibe eingesetzt worden waren. Die vergleichsweise recht genaue Datierung erklärt sich aus weiteren Funden dieser Gewandnadeln, die als Modeerscheinung um 565 n. Chr. auftraten und bis etwa 580/590 modern blieben.
Die für die Damen der fränkischen Oberschicht gefertigten Schmuckstücke konnten beispielsweise auch aus dem im Jahr 1959 in der Kathedrale von Saint-Denis entdeckten Grab der Königin Arnegunde (auch Aregunde), Ehefrau des Königs Chlothar I., in Saint-Denis geborgen werden.
Fast zeitgleich zu Saint Denis – in den 50er und 60er Jahren des vorigen Jahrhunderts – barg man eine hochwertige Fibel und weiteren kostbaren Schmuck im Frauengrab Nr. 54 des Gräberfeldes Frankenhof im benachbarten Efferen. Auch dort war die auffälligste Grabbeigabe eine runde Gewandschließe, die allerdings einen Durchmesser von 5 cm hatte. (derartige Schmuckstücke werden heute auch als Filigranscheibenfibel bezeichnet)
Die etwas kleinere Fibel aus Kalscheuren hat einen Durchmesser von 4 cm. Ihre Vorderseite zeigt sich als elfzackiger Stern, dessen Inneres durch feine Goldblechstreifen in zahlreiche Zellen unterteilt wurde. Diese Zellstrukturen befinden sich in drei zum Zentrum hin kleiner werdenden Kreisen, wobei sich stärkere von schwächeren Ringen absetzen. Der mittige Kreis der Scheibe weist ein zentrales Quadrat auf, welches durch gerade Stege eine Vierteilung erhielt und auf diese Weise ein Kreuz darstellte. Ob der damalige Juwelier damit lediglich ein Kunstwerk mit geometrischen Verzierungen schuf, oder ob es ein in Auftrag gegebenes Symbol des sich etablierenden christlichen Glaubens war und der Verstorbenen mit ins Grab gelegt wurde, ist derzeit nicht zu beantworten.

### Vom Mittelalter zur Neuzeit

#### Namensherkunft

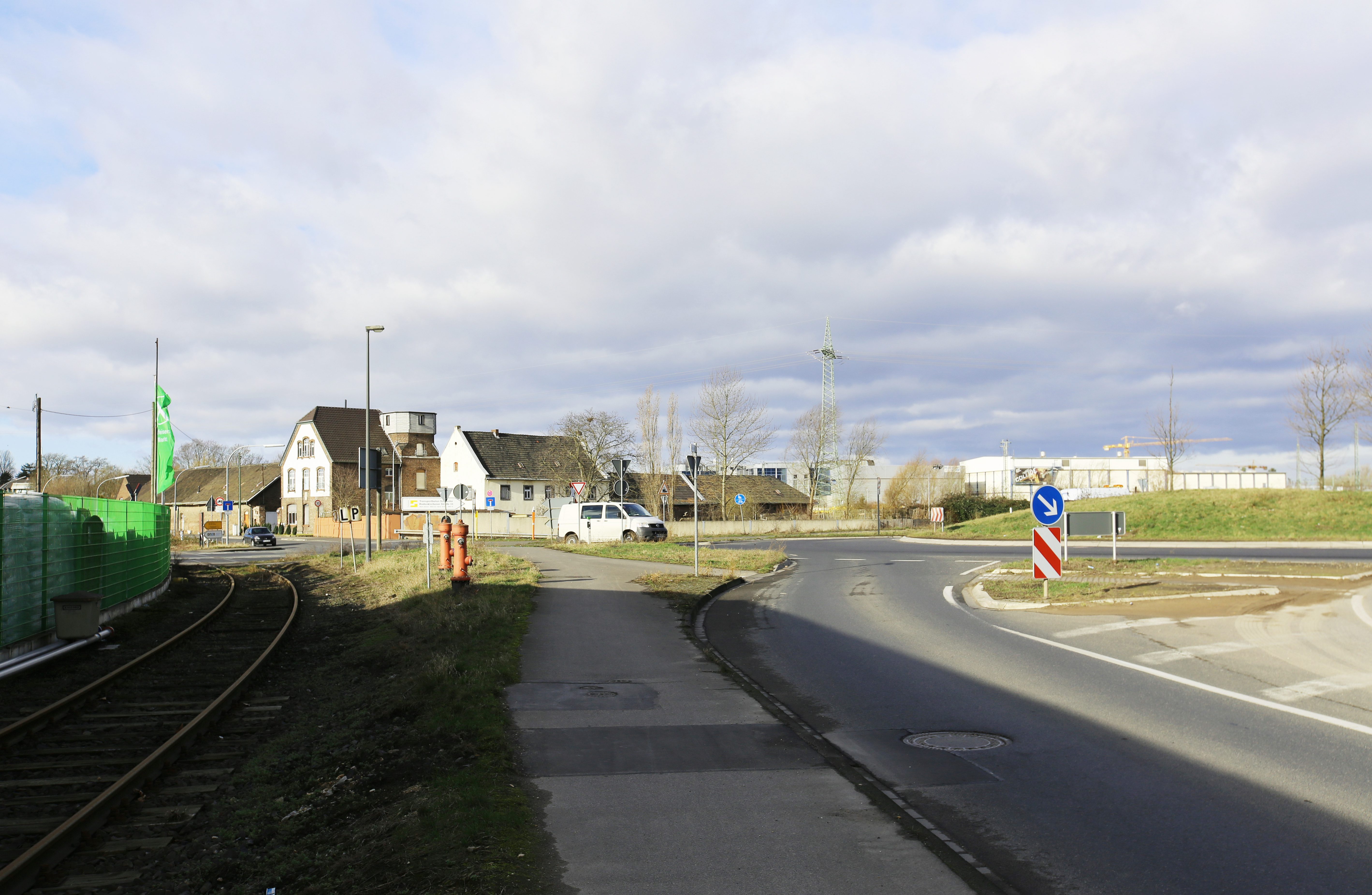
Hof Kalscheuren Rodenkirchener Straße 31
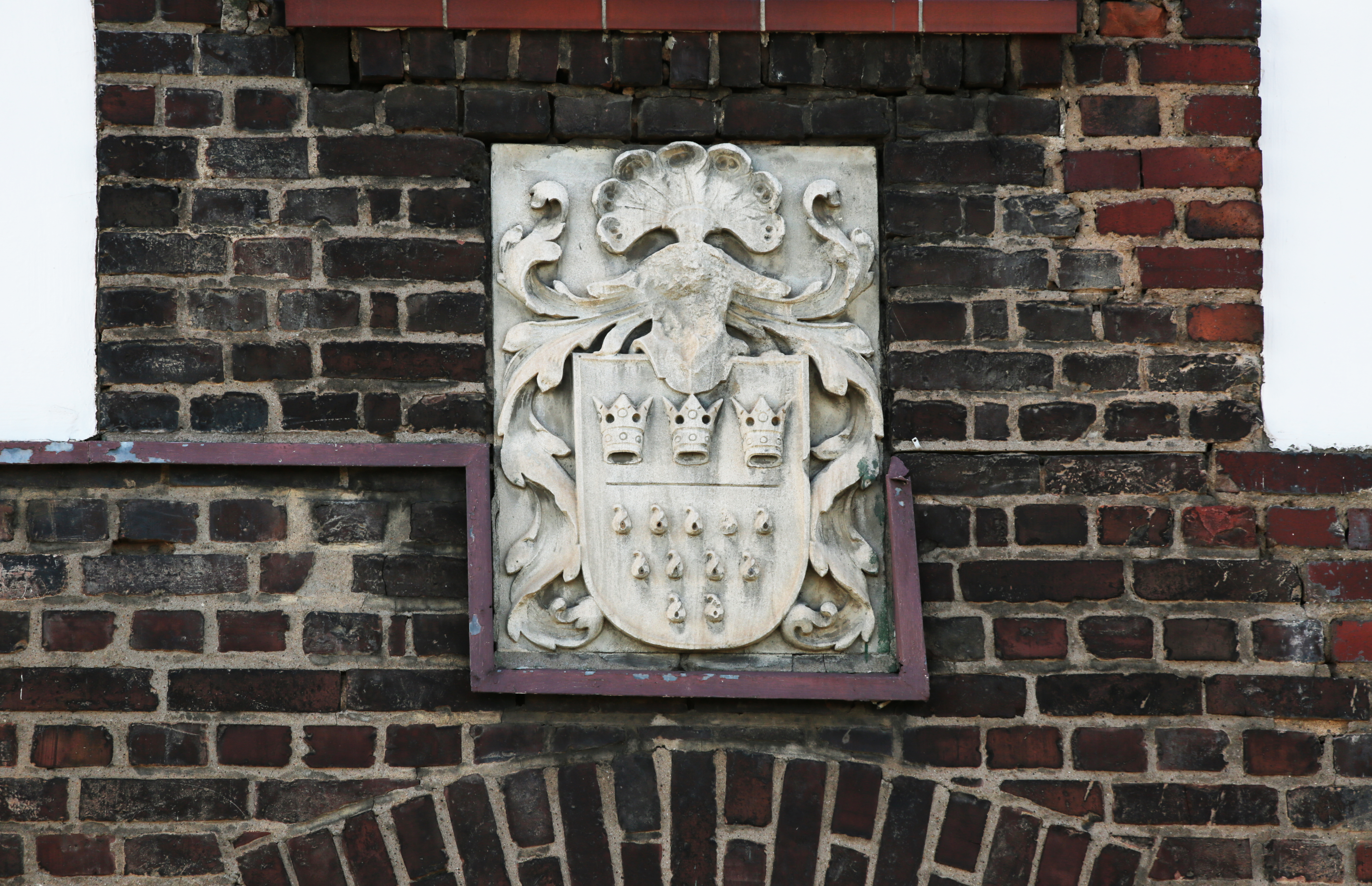
Wappen der Kölner Armenverwaltung
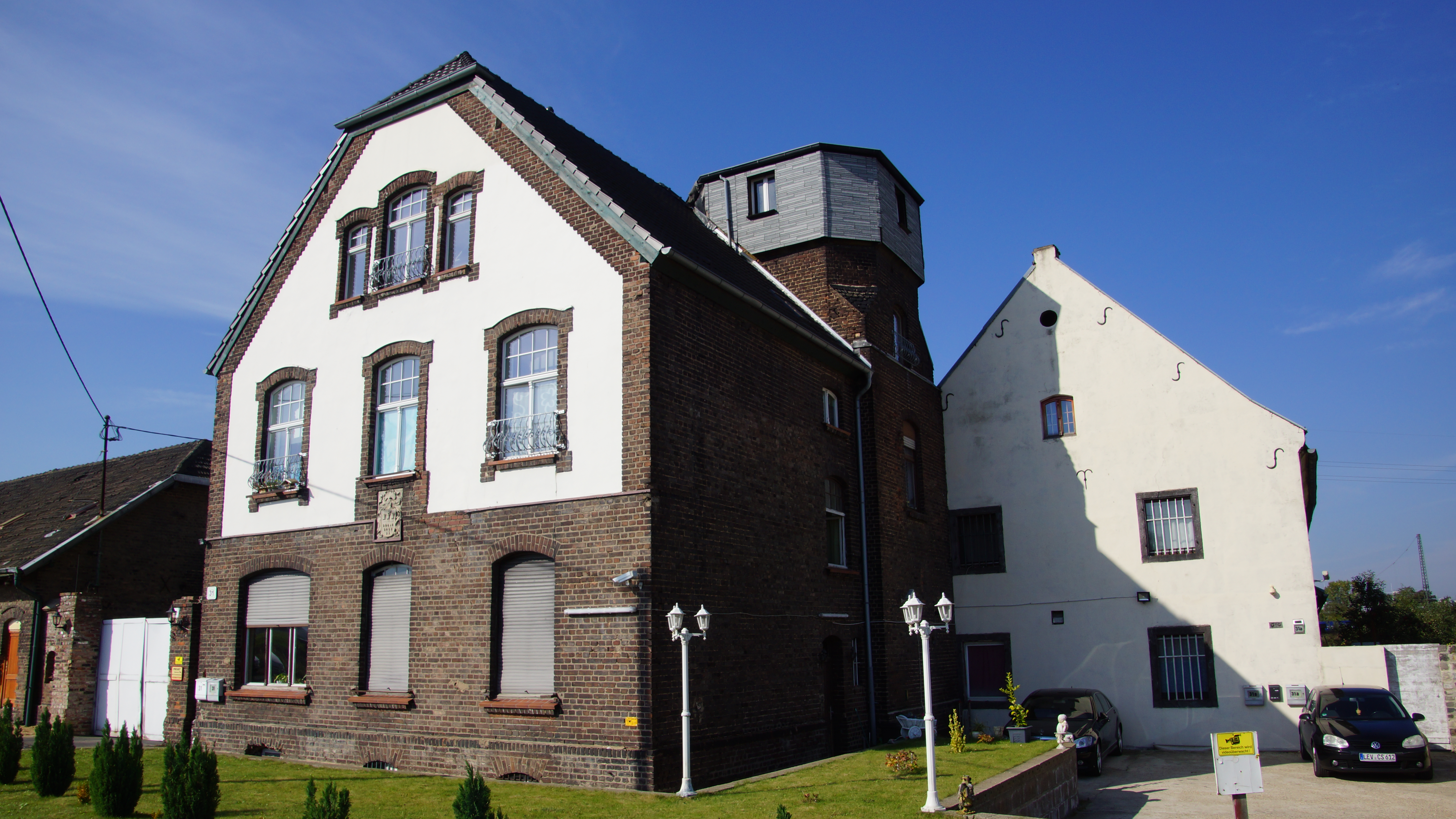
Baudenkmal Hof Kalscheuren

Das heutige Kalscheuren lag in der Gemarkung Kendenich und war Teil der gleichnamigen Herrlichkeit im Amt Brühl, des Kurfürstentums Köln. Kalscheuren wurde erstmals 1305 urkundlich erwähnt. In diesem Dokument „verkaufen Heinrich, Burggraf zu Brühl und Vogt von Kendenich und seine Gemahlin Gertrud, den Deutschordensherren zu Cöln 7, 5 bei Kalscheuren gelegene Morgen Land“.
Kalscheuren war bis zum Beginn des 14. Jahrhunderts Teil der Herrlichkeit Kendenich und kirchlich mit der Pfarre Kendenich verbunden. So lag von den beiden Fronhöfen Kendenichs, der der dem Kölner Stift St. Ursula gehörende an der Nussallee, die hinter der Bonnstraße in die Kalscheurener Ursulastraße übergeht. Von dieser engen Beziehung zeugt ein Geschenk der Halfenfamilie des Kalscheurer Hofes im Jahr 1682. Die Pfarrei St. Johann Baptist erhielt ein Relief in Form des Hauptes des hl. Johannes des Täufers auf einer aus Kupfer getriebenen Schüssel (Johannisschüssel). Bei Rosellen werden auch die Namen der Halfen angegeben, er nennt „Leonard Foeß“ und „Mechtildis vom Bergh“.

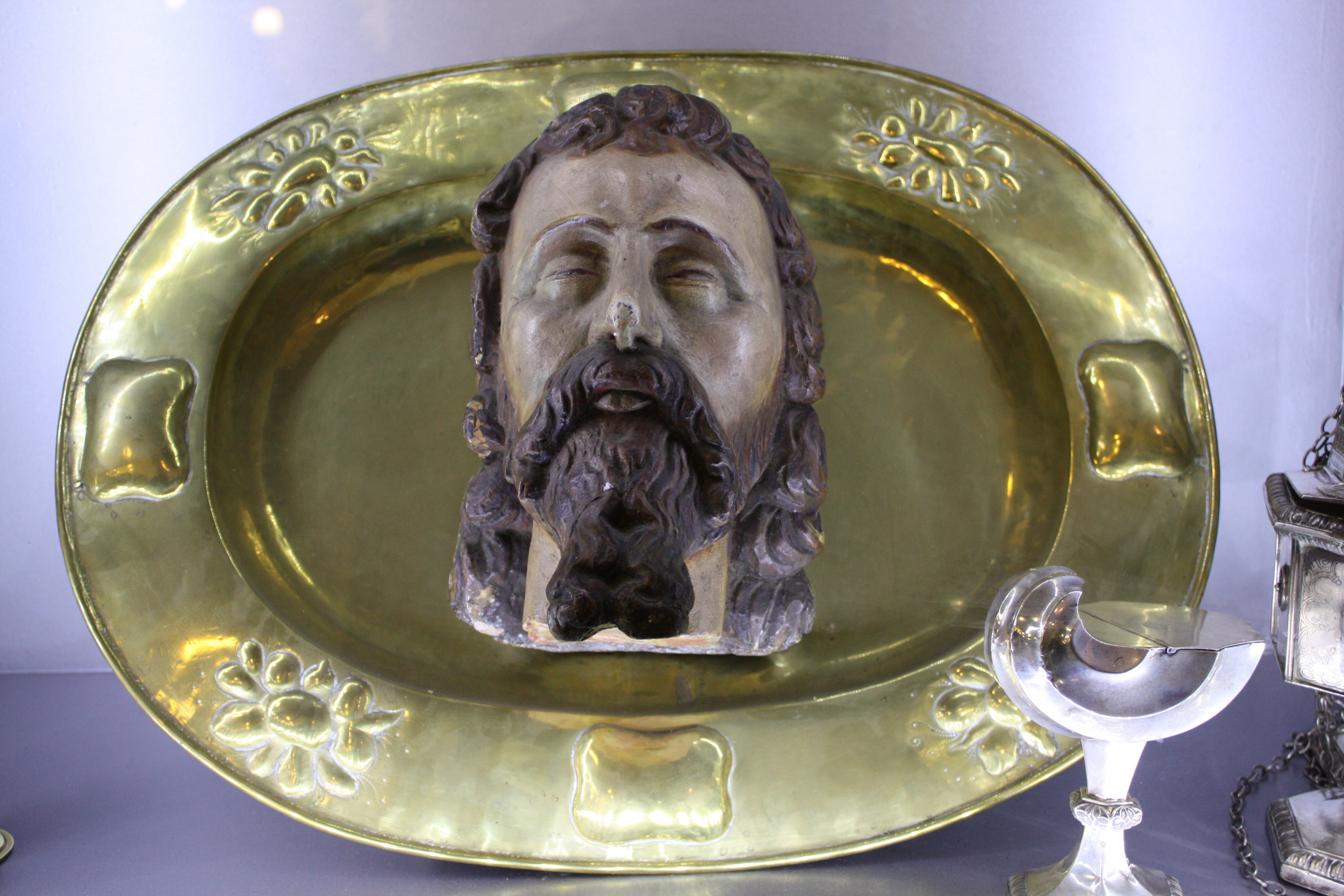
Geschenk der Halfen aus Kalscheuren an ihre Pfarrkirche in Kendenich

Ein Dokument vom Beginn des 17. Jahrhunderts bestätigt, dass Hof und Ländereien in alten Urkunden den Namen „Kaldenscheuren“ trugen. Eine Urkunde des Jahres 1604 erwähnt den zu diesem Zeitpunkt 400 Morgen große Hof in einem Vertrag zwischen dem „Komthur“ des Deutschen Ordens Katharinen zu Köln Adolph von dem Bongardt und der Gemeinde Efferen, in dem Einigung über Besteuerung und Weidgang erzielt worden war.
Kalscheuren war der einzige Hürther Ort, der auch in mittelalterlicher Zeit keine aufkommende Besiedlung aufzuweisen hatte. Außer dem erwähnten Kalscheurener Hof (mit eventuell einigen Behausungen des Gesindes), blieb dessen Unland vorerst unbewohnt. Das Gebiet soll sich schon, nachdem die intensive landwirtschaftliche Nutzung der Römer von den Franken nicht fortgesetzt worden war, zu einer großen, forstwirtschaftlich ungenutzten Waldfläche entwickelt haben. Dies blieb sie bis zur Säkularisation, während der auch der Besitz des Deutschordens in Köln enteignet wurde. Später gingen die Ländereien mitsamt dem Hofgut in den Besitz der Kölner Armenverwaltung über, deren Wappen noch heute die Frontseite des Haupthauses zur Straße him ziert. Vom Kalscheurer Hof heißt es, dass auf ihm im Jahr 1859 (z. Zeit des Bahnhofbaus), 58 Bewohner gezählt wurden.

## Wirtschaft

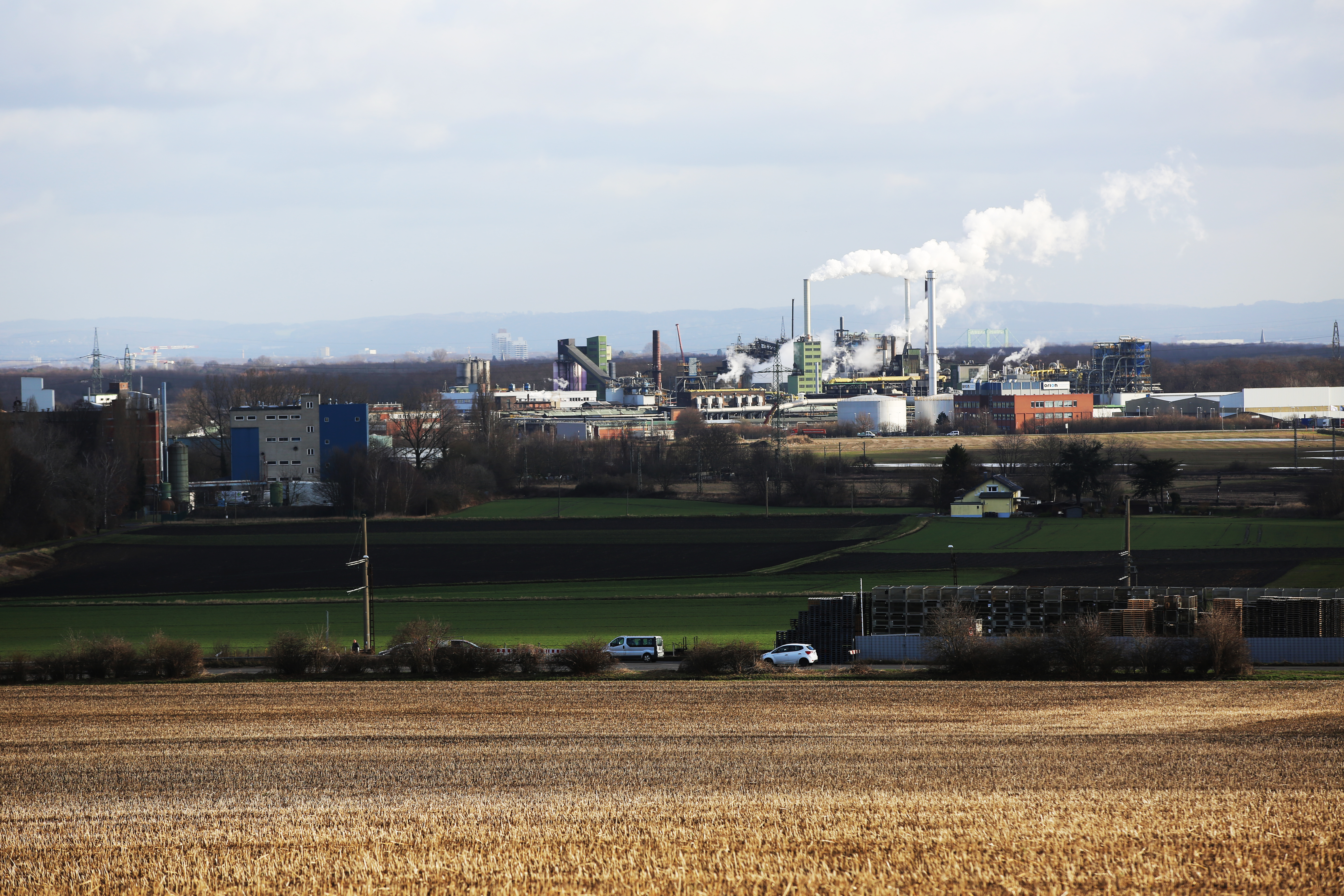
Heutiger Entwicklungsstand der ehemaligen August Wegelin AG

Erstes sich ansiedelndes Unternehmen mit Bedarf an Arbeitskräften war 1888 eine Steinzeugfabrik für Kanalisationsröhren, die nicht mehr besteht. Die Rußfabrik in Kalscheuren (im Volksmund „Schwätz“ genannt) ging aus einem 1895 vom Kölner Stadtteil Sülz nach Kalscheuren verlegten Werk hervor, aus dem die spätere August Wegelin AG wurde. Es gehörte bis 2011 zur Degussa, die 1932 die Mehrheitsbeteiligung erlangt hatte. Das Werk wurde später umstrukturiert und dann ein Teil der Evonik Industries. Seit 2011 gehört es zu der dann gegründeten „Orion Engineered Carbons“. Es ist heute eines von weltweit 15 Rußwerken des Konzerns mit einer Jahreskapazität von über 160.000 Tonnen und das älteste, größte und vielseitigste Werk seiner Art in Europa. In mehreren Anlagen entstehen etwa 80 verschiedene Rußtypen für unterschiedliche Anwendungen. Das Werk erzeugt Ruß aus der Verbrennung von sonst ungenutzten Industrieölen. Der dabei erzeugte elektrische Strom wird ins öffentliche Netz eingespeist. Wärme wird ausgekoppelt und zur Fernwärmeversorgung von Hürth verwendet. Das Werk liegt gerade jenseits der Grenze der Stadt auf dem Gebiet des Kölner Stadtteils Höningen, da sich die damalige Gemeinde zuerst gegen eine Ansiedlung aussprach. Dennoch wird ein Teil der Gewerbesteuer nach Hürth abgeführt.
1902 folgte eine Malzfabrik. Die noch existierende Fabrik an der Ursulastraße beliefert fast alle Brauereien in der Umgebung und bis ins Ruhrgebiet mit dem für das Bier notwendigen Malz.
Weitere Werke, wie Asphaltbau, Lacke und Holzbau, wurden aufgegeben. Auf ihren Flächen haben sich Firmen aus der Speditions- und Logistikbranche sowie der Medienbranche angesiedelt. Die neuen Medienorte für Film und Fernsehen in Kalscheuren besuchen täglich Hunderte von Besuchern und Teilnehmern von Rateshows und Aktionen, wie Castings rund um die Filmstudios.
Besondere Beachtung verdienen die Kölner Holzbau-Werke, die über Jahrzehnte der führende Hersteller von Baracken, Holzhäusern, Hallen und Sonderbauten aus Holz im Rheinland waren. Das Unternehmen gehörte lange Zeit zur Firma Christoph & Unmack. Seine geräumigen Hallen bildeten die Grundlage für die Entwicklung des Medienstandorts Hürth.
Das Gewerbegebiet Kalscheuren verfügt über eine Fläche von ca. 220.000 m². Der überwiegende Teil befindet sich im städtischen Besitz.

## Verkehr
In Kalscheuren befindet sich der Bahnhof Hürth-Kalscheuren. Außerdem wird der Stadtteil von einigen Buslinien angefahren.

## Sehenswertes

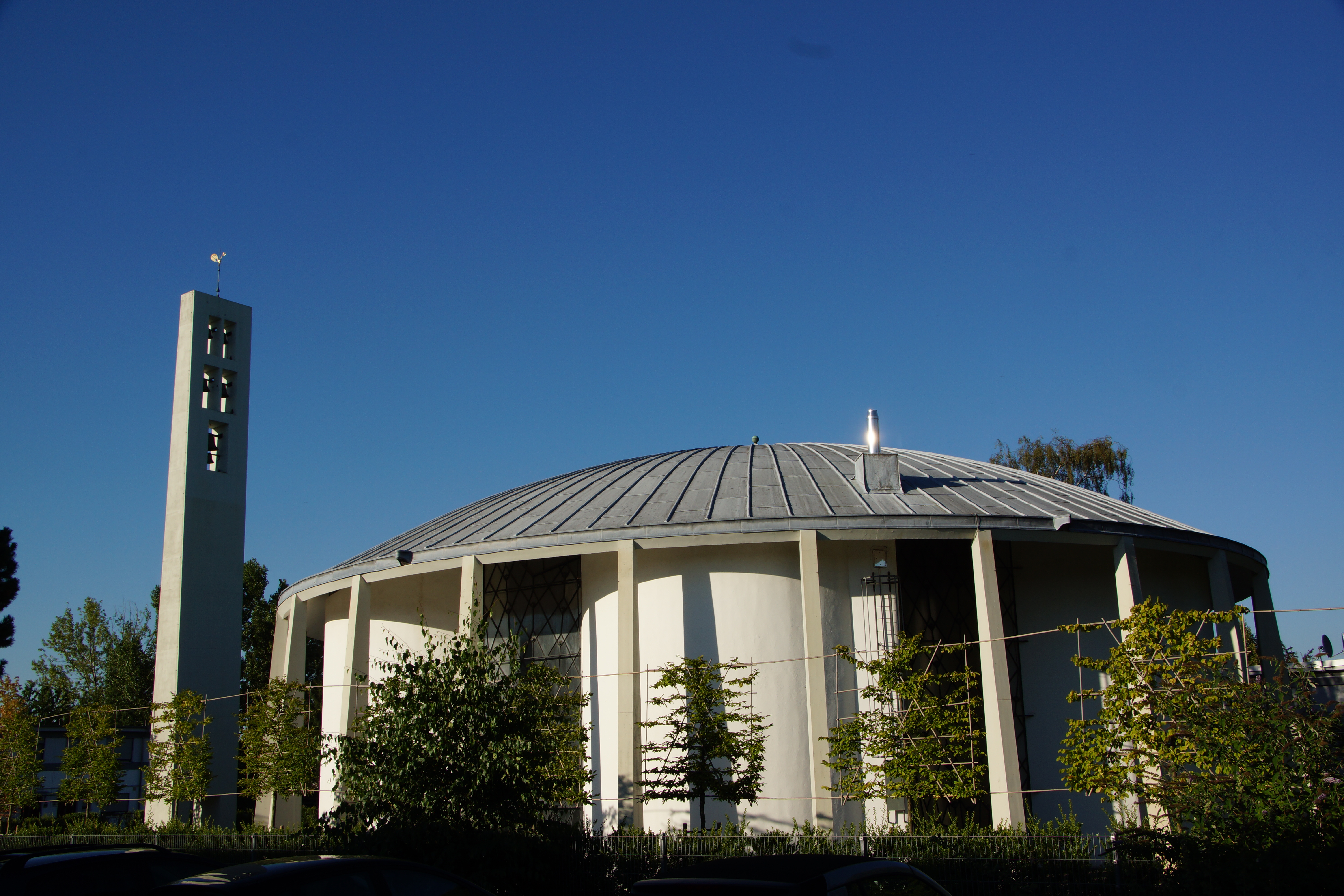
St. Ursula/Böhm Chapel
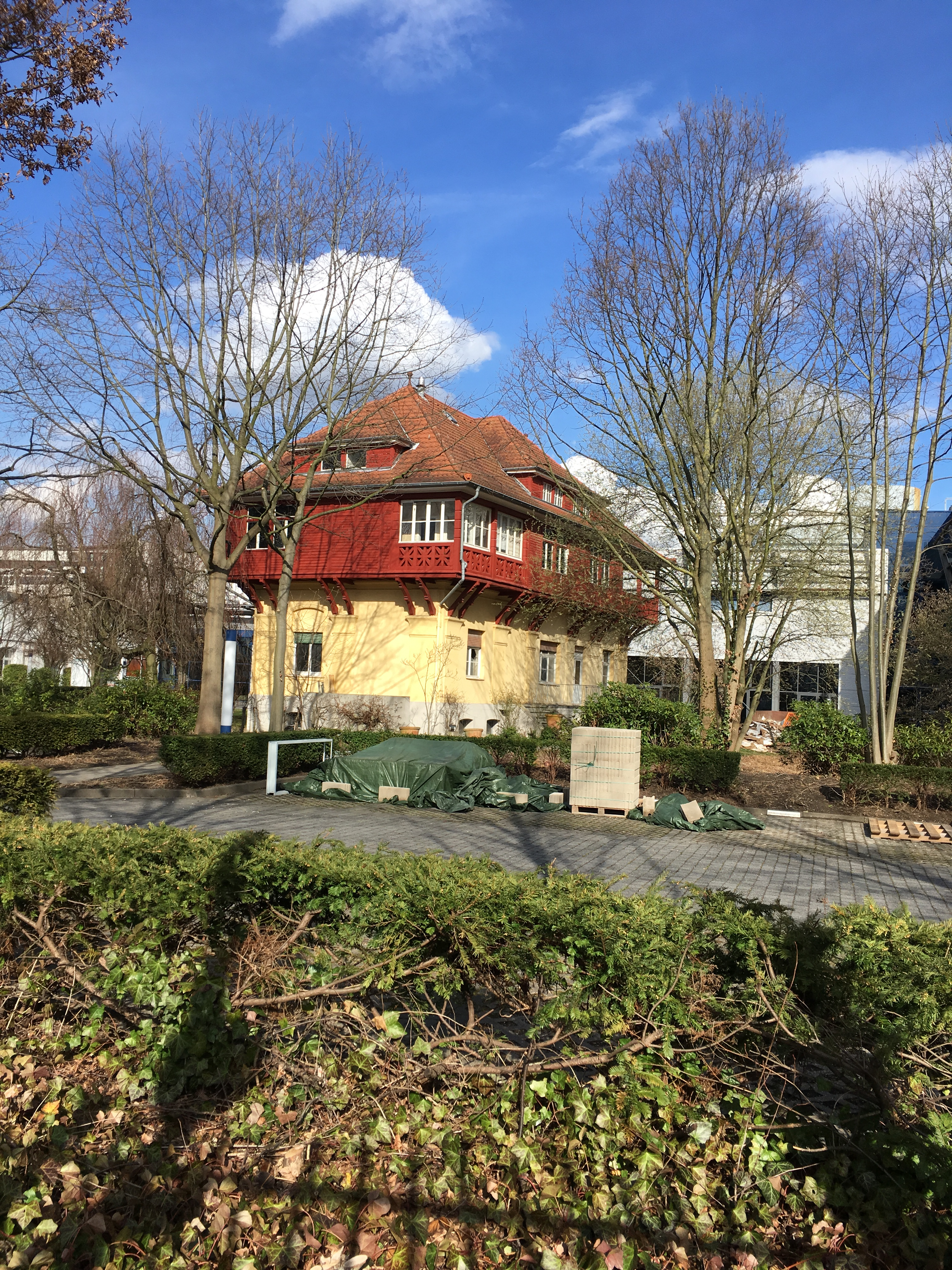
Villa Holzbauwerke
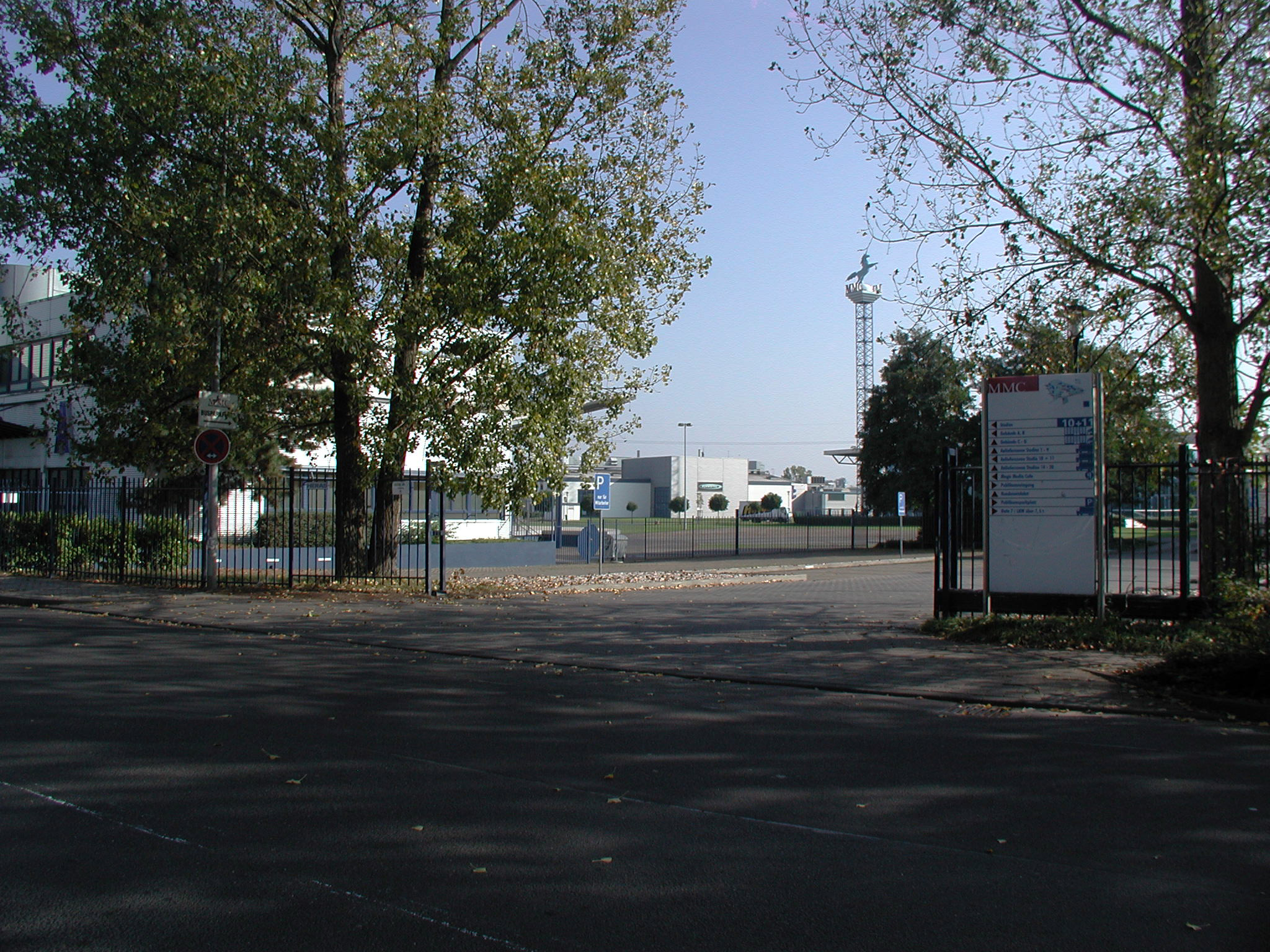
Industrie- und Medienzentrum

- Eine Sehenswürdigkeit in Kalscheuren ist die 2006 profanierte Kirche St. Ursula des Kölner Architekten Gottfried Böhm, heute mit Einverständnis des Architekten Böhm Chapel genannt und als Ausstellungsraum einer Galerie genutzt (Denkmalschutz).
- Das nahe Kriegerdenkmal des Osnabrücker Bildhauers Willi Witte wurde aus Flusspfeilerstücken der Kölner Südbrücke hergestellt.
- Die Villa der ehemaligen Besitzer der Kölner Holzbauwerke steht auch unter Denkmalschutz
- Zwischen Kalscheuren und der Blumensiedlung Hermülheims befinden sich noch Reste der Flakstellungen, welche im Zweiten Weltkrieg aus dem Leitstand nahe der damaligen Kendenicher Grundschule kommandiert wurden.